# Wuvula fabietti
Wuvula fabietti är en nässeldjursart som beskrevs av Bouillon, Seghers och Boero 1988. Wuvula fabietti ingår i släktet Wuvula och familjen Laodiceidae. Inga underarter finns listade i Catalogue of Life.